# Fruen fra havet
Fruen fra havet (De vrouw van de zee) is een toneelstuk in vijf akten van Henrik Ibsen uit 1888.

## Toneelstuk
Het toneelstuk behandelt de liefde van een arts (Dr. Wangel) en zijn echtgenote Ellida. Ellida is grootgebracht in een vuurtoren en keek uit over de zee. Dr. Wangel en Ellida wonen in een klein dorp aan een fjord. Dr. Wangel bracht twee dochters (Bolette en Hilde) mee uit een vorige relatie, Ellida droomt nog steeds van een naamloze zeeman die zij ooit ontmoette. Samen kregen Dr. Wangel en Ellida een kind, dat al snel na de geboorte overleed. Dit vroeg overleden kind en de ontmoeting tussen Ellida en de zeeman zetten het familieleven onder druk. Op een gegeven moment komt de zeeman weer langs en vraagt Ellida er met hem vandoor te gaan. Ellida kan niet kiezen. Dr. Wangel ziet dat zijn liefde voor haar kennelijk niet kan wedijveren met de wil om de wereld in te trekken en laat haar gaan. In het besluit van Dr. Wangel herkent Ellida de ware liefde en kiest ten slotte voor haar man. De basis van het werk vormt de onderdrukte seksuele verlangens van Ellida, staande voor de vrouw in het algemeen.
Het stuk ging in première op 12 februari 1889. Oslo en Weimar deelden de eerste uitvoering. In Oslo werd in het Christiania Theater uiteraard de Noorse versie uitgevoerd, in het Hoftheater te Weimar al een Duitse versie. Het toneelstuk wordt heden ten dage (gegevens 2012) nog uitgevoerd. Het verhaal is minstens tienmaal verfilmd. Het is ook in balletvorm uitgevoerd. 
De persoon Hilde Wangel kwam later voor in Ibsens Bygmester Solness als Hilda Wang.

## Muziek
Het toneelstuk kwam voor het eerst op 18 april 1912 in het Nationaltheatret van Oslo voor dertien voorstellingen. Het Christiania Theater was toen al afgebrand. De muzikaal leider van het theater en dirigent van het orkest omlijstte Fruen fra havet met muziek van derden. Achtereenvolgens werden gespeeld:
- Felix Mendelssohn Bartholdy: de Hebridenouverture opus 26
- Max Bruch: inleiding van zijn opera Lorelei
- Franz Schubert: Am Meer
- Pjotr Iljitsj Tsjaikovski: Elegie uit Hamlet
- Ingebret Haaland: Præeludium for Violiner.

Halvorsen schreef zelf ook nog enige muziek, maar dat kwam niet verder dan het manuscript. Na de genoemde voorstellingen verdween het in de la, om er pas bij de overdracht naar de Nationale Bibliotheek van Noorwegen weer uit te komen.
De scenograaf bij die toenmalige voorstellingen heette overigens Jens Wang. 